# USS Constitution
USS Constitution – amerykańska trójmasztowa fregata o kadłubie wykonanym z drewna dębowego. Jest najstarszym pływającym i pozostającym w czynnej służbie okrętem świata. Okręt nosi imię upamiętniające Konstytucję Stanów Zjednoczonych i obecnie pełni czynną służbę w US Navy.

## Historia
USS „Constitution” był jedną z pierwszych sześciu fregat US Navy, które zostały zbudowane zgodnie z uchwaloną przez kongres w 1794 roku ustawą morską. Stępkę położono w lecie 1795 roku w bostońskiej stoczni Edmunda Hartsa. Do budowy kadłuba użyto 2000 pni dębowych. Wodowanie odbyło się 21 października 1797. Uzbrajanie zakończono 22 lipca 1798 roku, następnie okręt udał się na patrol wzdłuż południowo-wschodnich wybrzeży USA.
W roku 1803 USS „Constitution” został okrętem flagowym Eskadry Morza Śródziemnego, której celem było zapewnienie bezpiecznej żeglugi amerykańskiej wobec ataków pirackich ze strony państw berberyjskich. W 1809 roku powrócił do Bostonu, gdzie poddano go remontowi. Wkrótce wrócił do służby jako okręt flagowy eskadry północnoatlantyckiej. 20 czerwca 1812 roku wybuchła wojna pomiędzy Wielką Brytanią a Stanami Zjednoczonymi. 12 lipca, aby nie dopuścić do zablokowania okrętu w porcie, jego dowódca wyszedł w morze, a następnie, unikając brytyjskiego pościgu, udał się w bezpieczniejszy rejon.
19 sierpnia brytyjskie okręty ponownie zlokalizowały pozycję USS „Constitution”. Doszło do bitwy morskiej, w wyniku której „Constitution” ciężko uszkodził brytyjską fregatę HMS „Guerriere”. Po tej bitwie, z uwagi na wyjątkową odporność kadłuba na brytyjski ostrzał, okrętowi nadano przydomek „Old Ironsides”.
Po wojnie z Wielką Brytanią fregata nadal aktywnie służyła jako okręt flagowy eskadr Śródziemnomorskiej i Afrykańskiej, a w latach czterdziestych XIX wieku dokonała opłynięcia kuli ziemskiej. Podczas amerykańskiej wojny secesyjnej służyła jako okręt szkolny United States Naval Academy, a w roku 1878 zawiozła do Paryża eksponaty na wystawę światową. Wycofana z czynnej służby w roku 1881, używana była jako hulk mieszkalny, zanim nie zapadła decyzja o przekształceniu jej – w roku 1907 – w okręt-muzeum. W latach 1931–1934 odbyła rejs do 90 portów USA, a wreszcie, po kapitalnym remoncie, w roku 1997 wyszła pod pełnymi żaglami w morze, by uczcić swe 200. urodziny.
Dzisiejszą misją Constitution przede wszystkim jest propagowanie wiedzy o dziejach US Navy i jej roli w kolejnych wojnach, a ponadto uczestniczenie w świętach państwowych i innych uroczystościach. Załoga składająca się z 60 oficerów i marynarzy, aktywnie uczestniczy w programach edukacyjnych, przez cały rok udostępnia okręt zwiedzającym i oprowadza wycieczki. Cała załoga to zawodowy personel US Navy, a jej dowódca – zgodnie z tradycją – jest w stopniu komandora. Fregata cumuje na stałe przy pirsie nr 1 na końcu bostońskiego Szlaku Wolności.